# 新潟公務員法律専門学校
新潟公務員法律専門学校（にいがたこうむいんほうりつせんもんがっこう、英略：NCOOL）とは、新潟市中央区にある専門学校である。

## 概要
本校の起源は、1987年に新潟ビジネス専門学校内に新設された専門学科の設置に遡る。1998年の設置認可を経て、1999年に独立開校した。
2018年4月現在は7学科14コースの課程を有し、すべての学科が文部科学省の定めた「職業実践専門課程」に認定されている。
なお、設置学科のうち「上級行政学科」については、2019年度に新設される「新潟法律大学校」に移管されるため、本校では2018年度の入学生をもって募集停止となっている。

### 校訓
「誠実」・「明朗」・「奉仕」

### 生徒データ
生徒は2017年度時点で440名が在学している。

## 沿革
- 1998年12月28日 - 設置認可。設置者は学校法人新潟総合学院。
- 1999年 - 開校する。
- 2019年4月 - 設置者を学校法人国際総合学園に変更。